# María Prieto O’Mullony
María Prieto O’Mullony (geboren am 3. Oktober 1997 in Zamora) ist eine spanische Handballspielerin, die auf der Spielposition im rechten Rückraum eingesetzt wird.

## Vereinskarriere
Prieto O’Mullony begann mit dem Handball bei Balonmano Zamora. Im Jahr 2013 wechselte sie zum Club León Balonmano. Von 2015 bis 2019 stand sie für Caja Rural Aula Valladolid auf dem Platz. Hier wurde sie in der Saison 2017/2018 mit 228 Toren (in 24 Spielen) erfolgreichste Werferin der División de Honor, Spaniens höchster Spielklasse. Zur Saison 2019/2020 wechselte María Prieto O’Mullony zu Super Amara Bera Bera. Aufgrund einiger Verletzungen erhielt sie hier wenig Spielzeit, gewann jedoch mit dem Verein drei spanische Meisterschaften. Ab der Saison 2022/2023 stand sie wieder bei Caja Rural Aula Valladolid unter Vertrag.
Im Sommer 2025 wechselte María Prieto O’Mullony nach Polen zu MKS Lublin.

## Auswahlmannschaften
Auch für die spanischen Auswahlmannschaften lief sie auf. Ihren ersten Einsatz bestritt sie 2012 mit der selección promesas, für die sie in diesem Jahr zwei Spiele bestritt und dabei vier Tore warf.
Am 22. März 2013 wurde sie erstmals für die Jugendauswahl aufgeboten. Bis 2014 bestritt sie neun Länderspiele für Spaniens Jugendmannschaft und warf darin insgesamt acht Tore.
Von 2014 an wurde Prieto O’Mullony bis 2016 in 33 Spielen der Juniorinnen eingesetzt und warf 126 Tore.
Am 24. März 2018 lief sie erstmals für die spanische Nationalmannschaft auf. Mit dem Team gewann sie die Goldmedaille bei den Mittelmeerspielen 2018. María Prieto O’Mullony stand im Aufgebot der Auswahl Spaniens bei der Weltmeisterschaft 2023, beim olympischen Handballturnier 2024 und bei der Europameisterschaft 2024.